# Lega dipartimentale di Ica
La lega dipartimentale di Ica è una delle 25 leghe dipartimentali della Copa Perú, che costituiscono la quinta divisione del campionato peruviano di calcio. È organizzata dalla FPF, la federazione calcistica peruviana.

## Storia
La Lega Dipartamentale di Ica è stata fondata il 25 maggio 1966.

## Albo d'oro
| Anno | Campione                  | Città         |
| ---- | ------------------------- | ------------- |
| 1966 | Dep. Huracán              | Ica           |
| 1967 | Víctor Bielich            | Pisco         |
| 1968 | Víctor Bielich            | Pisco         |
| 1969 | Dep. Huracán              | Ica           |
| 1970 | Construcción Civil        | Chincha Alta  |
| 1971 | Sp. San Martín            | Ica           |
| 1972 | Octavio Espinosa          | Ica           |
| 1973 | Octavio Espinosa          | Ica           |
| 1974 | Alejandro Villanueva      | Chincha Alta  |
| 1975 | Olímpico de Acomayo       | Ica           |
| 1976 | José Carlos Mariátegui    | Santiago      |
| 1977 | Olímpico de Acomayo       | Ica           |
| 1978 | [Octavio Espinosa         | Ica           |
| 1979 | Octavio Espinosa          | Ica           |
| 1980 | Defensor Mayta Cápac      | El Carmen     |
| 1981 | Octavio Espinosa          | Ica           |
| 1982 | San Pablo                 | Nasca         |
| 1983 | Félix Donayre             | La Tinguiña   |
| 1984 | Sp. Bolívar               | Santiago      |
| 1985 | Félix Donayre             | La Tinguiña   |
| 1986 | Once Estrellas            | El Carmen     |
| 1987 | Sport Puerto Aéreo        | La Tinguiña   |
| 1988 | Inmaculada Concepción     | Independencia |
| 1989 | Sport Rex                 | Santiago      |
| 1990 | Alejandro Villanueva      | Chincha Alta  |
| 1991 | Unión San Martín          | Pisco         |
| 1992 | Cosmos San Isidro         | Ica           |
| 1993 | Dep. Juan Mata            | Nasca         |
| 1994 | Independiente Los Ángeles | Chincha Alta  |

| Anno | Campione                | Città        |
| ---- | ----------------------- | ------------ |
| 1995 | Dep. Juan Mata          | Nasca        |
| 1996 | Estudiantes de Medicina | Ica          |
| 1997 | Estudiantes de Medicina | Ica          |
| 1998 | Estudiantes de Medicina | Ica          |
| 1999 | Estudiantes de Medicina | Ica          |
| 2000 | Estudiantes de Medicina | Ica          |
| 2001 | Dep. Aceros Arequipa    | Pisco        |
| 2002 | Santa Rita              | Grocio Prado |
| 2003 | Abraham Valdelomar      | Ica          |
| 2004 | Sp. Alfonso Ugarte      | Ica          |
| 2005 | Abraham Valdelomar      | Ica          |
| 2006 | Sp. Victoria            | Ica          |
| 2007 | Juventud Miraflores     | Chincha Alta |
| 2008 | Dep. Única              | Ica          |
| 2009 | Juventud Media Luna     | Grocio Prado |
| 2010 | Joe Gutiérrez           | Pisco        |
| 2011 | Defensor Zarumilla      | Nasca        |
| 2012 | Santos FC               | Vista Alegre |
| 2013 | Defensor Zarumilla      | Nasca        |
| 2014 | Defensor Zarumilla      | Nasca        |
| 2015 | Juventud Barrio Nuevo   | Ocucaje      |
| 2016 | Carlos Orellana         | La Tinguiña  |
| 2017 | Unión San Martín        | Pisco        |
| 2018 | Santos FC               | Vista Alegre |
| 2019 | Dep. Las Américas       | San Andrés   |
| 2022 | Unión San Martín        | Pisco        |
| 2023 | Alianza Pisco           | Pisco        |
| 2024 |                         |              |

### Titoli per club
| Squadra                                  | Titoli |
| ---------------------------------------- | ------ |
| Octavio Espinosa                         | 5      |
| Estudiantes de Medicina                  | 5      |
| Defensor Zarumilla                       | 3      |
| Unión San Martín (Pisco)                 | 3      |
| Félix Donayre (La Tinguiña)              | 2      |
| Dep. Huracán                             | 2      |
| Víctor Bielich (Pisco)                   | 2      |
| Olímpico de Acomayo                      | 2      |
| Alejandro Villanueva (Chincha Alta)      | 2      |
| Dep. Juan Mata (Nasca)                   | 2      |
| Abraham Valdelomar                       | 2      |
| Santos FC (Nasca)                        | 2      |
| Construcción Civil (Chincha Alta)        | 1      |
| Sp. San Martín                           | 1      |
| José Carlos Mariátegui (Santiago)        | 1      |
| Defensor Mayta Cápac (El Carmen)         | 1      |
| San Pablo (Nasca)                        | 1      |
| Sp. Bolívar (Santiago)                   | 1      |
| Once Estrellas (El Carmen)               | 1      |
| Sport Puerto Aéreo (La Tinguiña)         | 1      |
| Inmaculada Concepción (Independencia)    | 1      |
| Sport Rex (Santiago)                     | 1      |
| Cosmos San Isidro                        | 1      |
| Independiente Los Ángeles (Chincha Alta) | 1      |
| Dep. Aceros Arequipa (Pisco)             | 1      |
| Santa Rita (Grocio Prado)                | 1      |
| Sp. Alfonso Ugarte                       | 1      |
| Sp. Victoria                             | 1      |
| Juventud Miraflores (Chincha Alta)       | 1      |
| Dep. Única                               | 1      |
| Juventud Media Luna (Grocio Prado)       | 1      |
| Joe Gutiérrez (Pisco)                    | 1      |
| Juventud Barrio Nuevo (Ocucaje)          | 1      |
| Carlos Orellana (La Tinguiña)            | 1      |
| Dep. Las Américas (San Andrés)           | 1      |
| Sp. Alianza Pisco                        | 1      |